# Bartolomeo Columbus
Bartolomeo Colombo (även känd som Bartolomeo Columbus; på spanska känd som Bartholmeo Colón), född cirka 1460 i Genua, död 1515, var en medlem av den genuesiska familjen Colombo. Han fick i uppgift av sin äldre broder Christofer Columbus att bygga en ny huvudstad på Hispaniola. I augusti 1497 grundade Bartolomeo Santo Diago på sydkusten av vad som idag är Dominikanska Republiken.

## Källhänvisningar
1. ↑  Gemeinsame Normdatei, Deutsche Nationalbibliotheks katalog-id-nummer: 11920875X7749153-1, läst: 17 oktober 2015.[källa från Wikidata]
2. ↑  Cushing, Caleb (1825): Columbus – The North American Review, vol XXI, s. 410. Boston. Läst 31 januari 2015. (engelska)